# Xã Chapel, Quận Howell, Missouri
Xã Chapel (tiếng Anh: Chapel Township) là một xã thuộc quận Howell, tiểu bang Missouri, Hoa Kỳ. Năm 2010, dân số của xã này là 586 người.